# اسلوینگ
اسلوینگ (به سوئدی: Slöinge) یک سکونتگاه مسکونی در سوئد است که در Falkenberg Municipality واقع شده‌است.

## خصوصیات
اسلوینگ ۱٫۰۲ کیلومترمربع مساحت و ۹۵۰ نفر جمعیت دارد.